# C・オーギュスト・デュパン
オーギュスト・デュパン (Auguste Dupin) は、エドガー・アラン・ポーの短編推理小説に登場する架空の人物。世界初の名探偵といわれる。
五等勲爵士。フランスの名門貴族にして騎士 (chevalier) であった（頭に付いている「C」はこれの略）が、いくつかの不幸な事件によって財産を失う。辺鄙で淋しいパリ郊外のフォーブール・サンジェルマン・デュノ街33番地に建つ崩れかけた古い怪しげな館に、事件の記述者である「私」と同居する。
昼は戸を閉め切った真っ暗な部屋で強い香料入りの蝋燭に火をつけて読書と瞑想にふけ、夜はパリの街を徘徊して大都会の闇と影を愛する。パリ警視庁警視総監Gと知り合いで、彼は解決できない事件の調査をしばしばデュパンに依頼する。
デュパンの奇人ぶりは詩人としてのポーの嗜好を反映している一方、シャーロック・ホームズをはじめ後の名探偵の人物像に少なからぬ影響を与えている。また、第2作『マリー・ロジェの謎』では新聞に掲載された記事のみを頼りに事件の真相を推理しているため、安楽椅子探偵の元祖といわれる場合もある。

## 登場作品
ポーが執筆したデュパン登場作品は短編小説3編のみである。
- モルグ街の殺人（1841年）
- マリー・ロジェの謎（1842年 - 1843年）
- 盗まれた手紙（1844年）

## パロディまたはパスティーシュ
- 『群衆の悪魔 デュパン第四の事件』 - 笠井潔によるパスティーシュ作品（長編、1996年）。
- 『五等勲爵士の怪事件』 - リチャード・A・ルポフ (en) によるパスティーシュ作品（短編）。